# Луда глава
„Луда глава“ (на английски: Hot Rod) е американски комедиен филм от 2007 г. на режисьора Акива Шафер (в режисьорския му дебют), по сценарий на Пам Брейди и във филма участват Анди Самбърг, Айла Фишър, Джорма Таконе, Бил Хейдър, Дани Макбрайд, Сиси Спейсик и Иън Макшейн. Филмът е пуснат на 3 август 2007 г. от Paramount Pictures.